# Bayswater (metrostation)
Bayswater is een station van de metro van Londen aan de District Line en Circle Line. Het station is geopend op 1 oktober 1868, vijf jaar na de opening van de Londense Underground.

## Geschiedenis
De Metropolitan Railway (MR) opende in 1863 de eerste metrolijn ter wereld die de spoorwegstations aan de noordrand van de stad onderling verbond. Na verlengingen aan zowel de west- als de oost-kant in 1864 bouwde de MR de Kensington-tak voor stoomdiensten in het kader van een ringlijn die ze samen met de District Line zou vormen. Deze tak tussen Paddington en Gloucester Road werd op 1 oktober 1868 geopend. De aanleg van de lijn liep bij Bayswater door bebouwd gebied zodat een sleuf van 13 meter diep werd gegraven die vervolgens met bakstenen bogen werd afgedekt om bovengrondse bebouwing mogelijk te maken. Er werden grote vergoedingen betaald aan landeigenaren die door de aanleg waren getroffen en bij het open deel, om stoom en rook te laten ontsnappen, bij Leinster Gardens ten oosten van het station werden de voorgevels van twee gesloopte huizen gereconstrueerd om het uiterlijk van een rijtje huizen te herstellen. Het station zelf is overkapt maar ten westen van de perrons ligt ook een deel van de lijn in de openlucht eveneens om stoom en rook te laten ontsnappen. Al voor de sluiting van de ring in 1884 verzorgden de betrokken metrobedrijven MR en DR (District Railway) diensten langs Bayswater onder de naam Inner Circle. Aanvankelijk stelde MR alle metro's maar vanaf 1871 namen ze beide de helft voor hun rekening. 
Om de omstandigheden in de tunnels en stations te verbeteren en de frequentie te verhogen elektrificeerde de MR de lijn in 1905 en in samenwerking met de DR werd de hele route van de Inner Circle, de latere Circle Line geëlektrificeerd. De elektrische metrostellen begonnen op 1 juli 1905 te rijden, maar slechte coördinatie van de installatiewerkzaamheden tussen MR en DR leidde tot enkele maanden storing. Op 1 november 1926 begon de District Line een dienst tussen Edgware Road en Putney Bridge en vanaf dat moment verzorgde de MR de diensten op de Inner Circle, afgezien van een paar District diensten op zondag. 
In 1933 werd het openbaar vervoer in Londen genationaliseerd en kwamen de MR en DR in één hand. De London Passenger Transport Board, kortweg London Transport, gaf alle metrolijnen toen de eenvormige uitgang 'line', zodat de MR Metropolitan Line werd en de DR District Line. In 1949 werd de Circle Line geformaliseerd met een eigen lijnkleur op de metrokaart waarmee de Metropolitan Line verdween bij Bayswater. De toevoeging Queensway, die in 1946 aan de stationsnaam gekoppeld werd, verdween tussen 1946 en 1949 weer geleidelijk. In 2006 werd groot onderhoud uitgevoerd door Metronet.

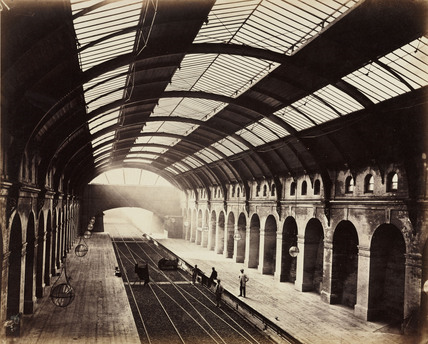
Het station in 1867.
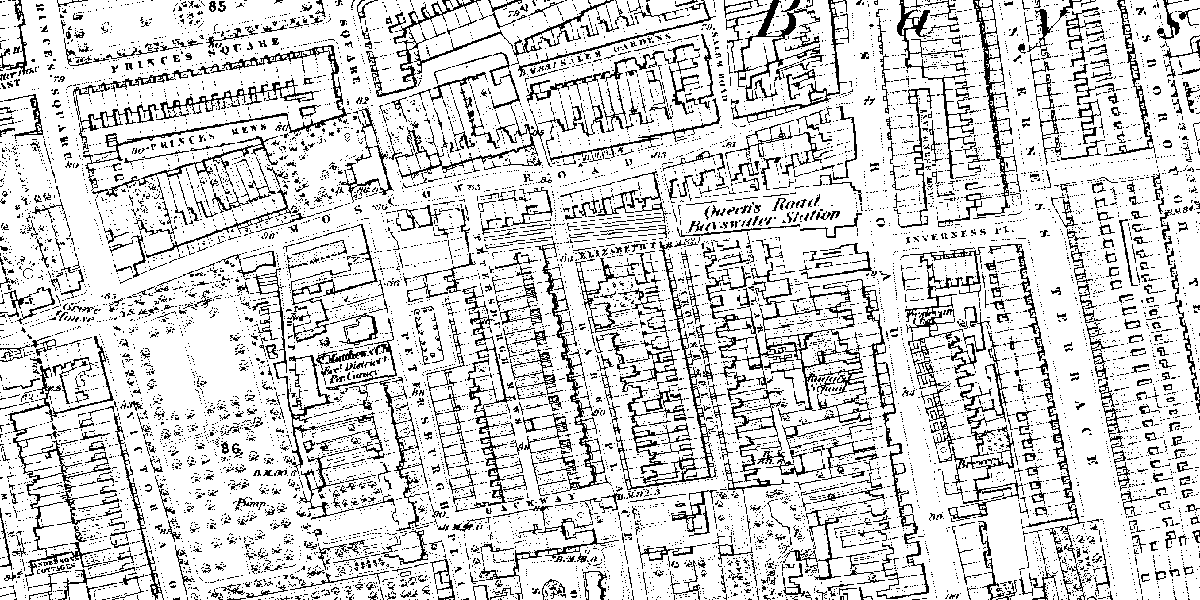
Het station met omgeving op de kaart van 1869.
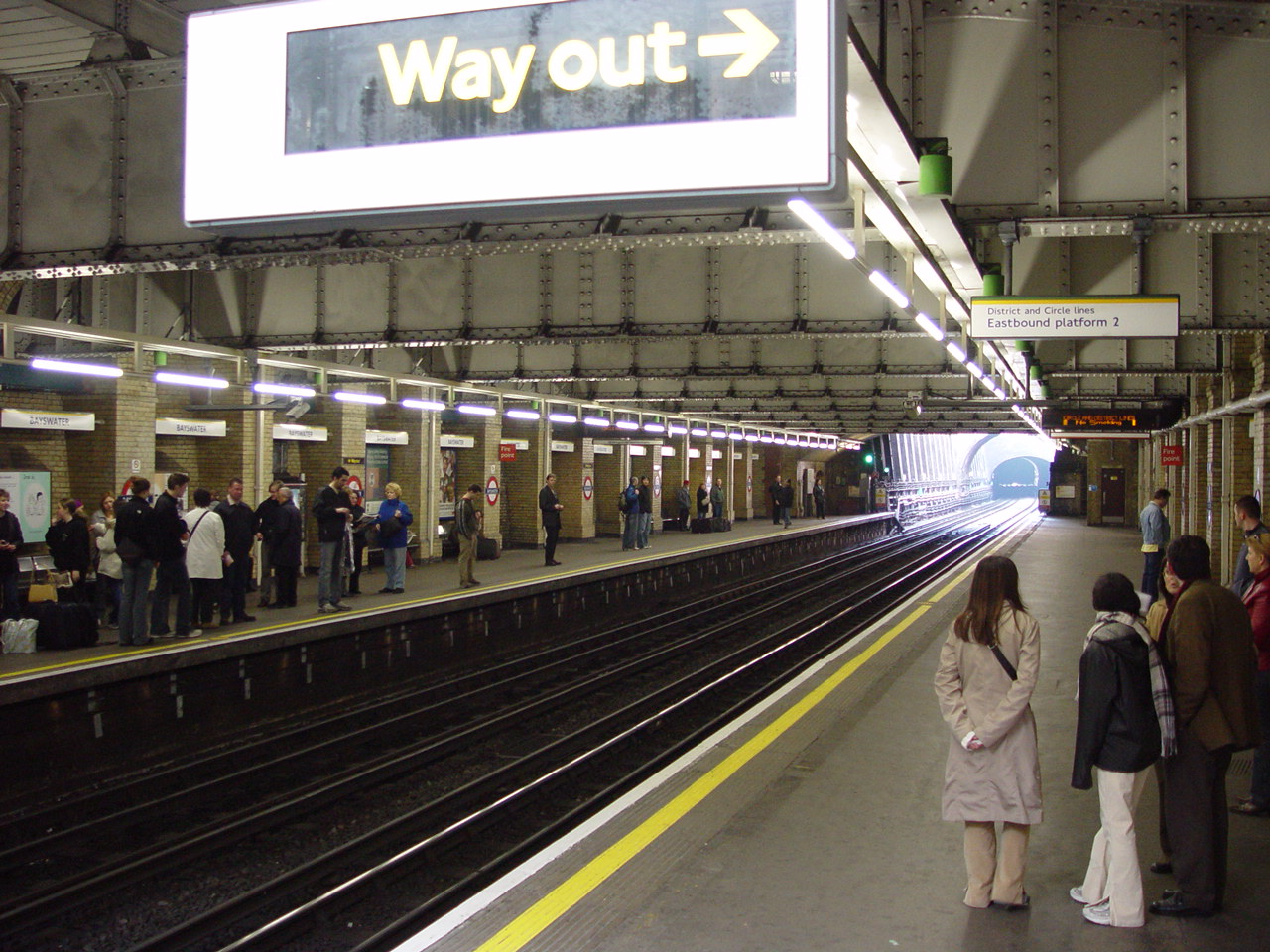
De perrons in 2003 onder het verlaagd plafond.

## Ligging en inrichting
Het station ligt aan de drukke toeristenstraat Queensway en op slechts een paar meter van Bayswater Road.De Portobello-markt ligt op korte afstand lopen ten westen van het station en het is minder dan 100 meter tot station Queensway aan de Central Line. Verder naar het noorden langs de straat ligt het voormalige winkelcentrum Whiteleys. In de buurt liggen ook Westbourne Grove, ijsbaan en bowlingcentrum Queens, Kensington Gardens en de St. Sophia-kathedraal.

## Reizigersdienst

### Circle Line
De normale dienst in de daluren is:
- 6 metro's per uur met de klok mee naar Edgware Road via Paddington (Praed Street).
- 6 metro's per uur tegen de klok in naar Hammersmith via High Street Kensington en Victoria.

### District line
De normale dienst in de daluren is:
- 6 metro's per uur in oostelijke richting naar Edgware Road.
- 6 metro's per uur westwaarts naar Wimbledon.

Er is ook elke dag een ochtenddienst van Acton Town (Ealing Broadway op zaterdag) naar Edgware Road en een late avonddienst van Edgware Road naar Ealing Broadway alleen op zondag.
In november 2017 probeerde een 29-jarige man een 55-jarige man te vermoorden door hem voor een metrostel van de District Line te duwen terwijl deze het station binnenreed. Het slachtoffer overleefde echter door een foetushouding tussen de rails in te nemen toen de trein over hem heen reed.

## Kunst
Het metrostation Bayswater is het onderwerp van een schilderij van Walter Sickert uit 1916, waarop het bord met het perron met de tekst 'Queen's Road (Bayswater)' naast een grote advertentie voor het warenhuis van Whiteley te zien is. Het station werd later omgedoopt tot Bayswater, om verwarring met het station van Queensway te voorkomen , dat tot 1946 ook 'Queen's Road' werd genoemd.
Hammersmith · 
Goldhawk Road · 
Shepherd's Bush Market · 
Wood Lane · 
Latimer Road · 
Ladbroke Grove · 
Westbourne Park · 
Royal Oak · 
Paddington · 
Edgware Road · 
Baker Street · 
Great Portland Street · 
Euston Square · 
King's Cross St. Pancras · 
Farringdon · 
Barbican · 
Moorgate · 
Liverpool Street · 
Aldgate · 
Tower Hill · 
Monument · 
Cannon Street · 
Mansion House · 
Blackfriars · 
Temple · 
Embankment · 
Westminster · 
St. James's Park · 
Victoria · 
Sloane Square · 
South Kensington · 
Gloucester Road · 
High Street Kensington · 
Notting Hill Gate · 
Bayswater · 
Paddington · 
Edgware Road